# Edizioni EL
Edizioni EL è una casa editrice italiana specializzata in libri per bambini e ragazzi. Pubblica con i marchi Edizioni EL, Einaudi Ragazzi e Emme Edizioni.

## Storia
Nel 1974 la Editoriale Libraria, tipografia fondata nel 1849, riprende la pubblicazione di libri per bambini e ristampa l'album "La Storia di Pik Badaluk", già pubblicato negli anni 30.
Nel 1981 nasce “Un libro in tasca”, prima collana tascabile italiana per bambini. Nello stesso anno esce una seconda collana tascabile, “Le Letture”: la prima di autori italiani e costruita secondo un percorso graduato in base alla competenza del singolo lettore. Scrivono per la collana: Bianca Pitzorno, Roberto Piumini, Angela Nanetti, Donatella Ziliotto.
Nel 1984 l'attività della casa editrice ha ormai assunto un peso tanto significativo all'interno dell'Editoriale Libraria da renderne opportuno lo scorporo. Nascono le Edizioni EL, che continueranno a essere guidate da Orietta Fatucci.
Nel 1985 pubblica il primo Librogame.
Nel 1991 la Giulio Einaudi Editore di Torino entra come socio nella casa editrice, portandole in conferimento le proprie linee editoriali per ragazzi: Einaudi Ragazzi e Emme Edizioni. Per Einaudi Ragazzi nasceranno le collane "Storie e Rime”, oggi giunta a più di 600 titoli, e "La Biblioteca di Gianni Rodari", che raccoglie tutta la produzione per ragazzi del grande scrittore. Per Emme Edizioni decolla un articolato progetto editoriale che mette al centro la “letteratura a colori”.
Dal 2003 Gaia Stock affianca Orietta Fatucci nella direzione editoriale.